# Pique (rzeka)
Pique – rzeka we Francji, przepływająca przez teren departamentu Górna Garonna, o długości 32,9 km. Stanowi lewy dopływ rzeki Garonny.